# Contra la corriente (canción)
«Contra la corriente» es el título de una canción y pista homónima interpretada por el cantautor puertorriqueño-estadounidense Marc Anthony, tomado de su tercer álbum de estudio oficial titulado Contra la corriente (1997). Fue lanzado el 3 de agosto de 1998 por la empresa discográfica RMM y sirvió como el quinto sencillo del álbum. La canción fue escrita por el cantautor panameño Omar Alfanno, con la coproducción a cargo de Anthony y Ángel «Cucco» Peña. «Contra la Corriente» es una canción de salsa, que líricamente recuerda un «buen amor del pasado».
«Contra la corriente» fue elogiado por la crítica musical y fue nominado en la categoría de Canción Tropical del Año en la 11ª. Entrega Anual de los Premios Lo Nuestro y la 6ª. Entrega Anual de los Premios Billboard de la Música Latina en 1999. Comercialmente, alcanzó el número dos del Billboard Hot Latin Tracks en Estados Unidos y encabezó la lista Tropical Airplay donde permaneció cuatro semanas en esta posición. El cantautor y músico puertorriqueño-estadounidense Ángel López versionó esta canción como balada en su álbum de estudio Historias de amor (2010).

## Antecedentes y composición
En 1996, los álbumes de estudio de Marc Anthony, Otra nota (1993) y Todo a su tiempo (1995), ambos lanzados por RMM, habían vendido más de 600.000 copias combinadas. Sergio George, quien produjo ambos álbumes, había dejado RMM para establecer su propio sello discográfico y estaba trabajando con sus propios artistas. Como resultado, George no pudo producir el siguiente disco de Anthony. El músico puertorriqueño Ángel "Cucco» Peña asumió el cargo de coproductor del tercer álbum de estudio de Anthony, Contra la Corriente (1997).  Como Anthony estuvo involucrado en la producción de The Capeman (1998), grabó en Nueva York y Puerto Rico y tardó tres semanas en completar Contra la Corriente.
Omar Alfanno, quien compuso tres temas en Todo a su tiempo, escribió cinco temas para Contra la Corriente, incluido el tema principal. La canción comienza con una guitarra acústica antes de pasar a un «ritmo de salsa de ritmo medio», según el editor de The San Diego Union-Tribune, Ernesto Portillo, Jr. En la letra, Diana Raquel de La Prensa de San Antonio señaló que la pista «evoca con nostalgia el recuerdo de un buen amor del pasado».

## Promoción y recepción
La canción principal fue lanzada como quinto sencillo de Contra la corriente el 3 de agosto de 1998.  Una versión truncada de la canción fue lanzada en el álbum de grandes éxitos de Anthony Desde un principio: From the Beginning (1999), mientras que la grabación original se incluyó en el álbum recopilatorio Éxitos eternos (2003). Anthony interpretó la canción antes del lanzamiento del álbum en el Madison Square Garden de la ciudad de Nueva York el 18 de octubre de 1997. Interpretó la canción en vivo en el mismo lugar tres años después, que fue grabada para el álbum de video en vivo The Concert from Madison Square Garden (2001). En 2010, el cantante puertorriqueño Ángel López versionó "Contra la Corriente» como balada para su álbum de estudio Historias de Amor, una colección de canciones que Alfanno había compuesto anteriormente. La interpretación de López, junto con el resto del álbum, fueron arreglados y producidos por Alfanno.
En la reseña de Contra la corriente para La Prensa de San Antonio, Diana Raquel elogió el "ritmo intenso» de la canción y señaló que el tema tiene todos los elementos de una salsa romántica que avanza hacia un «mambo sabroso». Tom Moon de The Philadelphia Inquirer felicitó a Anthony por improvisar «de una manera relajada y refrescante». Un escritor de La Prensa la catalogó como una de las 15 mejores canciones de Marc Anthony. «Contra la corriente» fue nominada en la categoría de Canción Tropical del Año en la 11ª Entrega Anual de los Premios Lo Nuestro, así como «Pista Tropical/Salsa Hot del Año» en los Premios Billboard de la Música Latina de 1999.  Perdió ambos premios ante «Suavemente» (1998) de Elvis Crespo.  Comercialmente «Contra la Corriente» alcanzó el número dos en el Billboard Hot Latin Tracks en Estados Unidos,  y encabezó la lista Billboard Tropical Airplay en la semana del 26 de septiembre de 1998; permaneció en el lugar durante cuatro semanas y se convirtió en su décimo número uno en la lista.   Ocupó el puesto número ocho en la lista de fin de año de Tropical Airplay de 1998.

## Personal
Créditos adaptados de las notas del transatlántico de Contra la corriente. 
- Omar Alfanno – compositor de canciones
- Marc Anthony – voz, coproductor
- Ángel "Cucco» Peña – arreglo, coproductor

## Listas
| Lista (1998)                      | Máxima posición |
| --------------------------------- | --------------- |
| Estados Unidos (Hot Latin Songs)  | 2               |
| Estados Unidos (Tropical Airplay) | 1               |

| Lista (1998)                          | Posición |
| ------------------------------------- | -------- |
| US Hot Latin Tracks (Billboard)       | 25       |
| US Latin Tropical Airplay (Billboard) | 8        |

### Sucesión en las listas
| Predecesor: Tu sonrisa de Elvis Crespo               | U.S. Billboard Latin Tropical Airplay — Sencillo N°. 1 (Primera vuelta) 26 de septiembre de 1998 - 23 de octubre de 1998 | Sucesor: Que habría sido de mí de Víctor Manuelle |
| Predecesor: Que habría sido de mí de Víctor Manuelle | U.S. Billboard Latin Tropical Airplay — Álbum N°. 1 (Segunda vuelta) 31 de octubre de 1998 - 13 de noviembre de 1998     | Sucesor: Agua pasada de Frankie Negrón            |